# 头孢噻林
头孢噻林（其国际非专利药品名称为“Ceftiolene”）是一种第三代头孢菌素。